# Thunder de Markham
Le Thunder de Markham  était une équipe féminine professionnelle de hockey sur glace de Markham, en Ontario, au Canada. L'équipe est créée en 2017 et jouait ses matchs à domicile au Centre communautaire de Thornhill. Elle a remporté la coupe Clarkson en 2018, en remportant les séries éliminatoires de Ligue canadienne de hockey féminin. 

## Histoire
À la suite de la saison 2016-2017, le Thunder de Brampton est relocalisé à 36km, sur la commune de Markham, pour devenir le Thunder de Markham. 
L'équipe remporte la Coupe Clarkson lors de sa première saison (2017-2018). Elle est reçue le 4 juin 2018 par le premier ministre canadien Justin Trudeau, ce qui en fait la première équipe championne de la Coupe Clarkson à recevoir cet honneur.

## Bilan par saisons
| Saison    | PJ | V  | VP | D  | BP | BC | Pts | Classement | Séries éliminatoires                                                                |
| --------- | -- | -- | -- | -- | -- | -- | --- | ---------- | ----------------------------------------------------------------------------------- |
| 2017-2018 | 28 | 14 | 7  | 7  | 80 | 68 | 35  | Termine 4e | 2-0 Les canadiennes de Montréal 2-1 Red Star Kunlun Championne de la coupe Clarkson |
| 2018-2019 | 28 | 13 | 0  | 15 | 85 | 80 | 30  | Termine 3e | 1-2 Les canadiennes de Montréal                                                     |

## Personnalités

### Joueuses

#### Effectif actuel
| No    | Nom                   | Nat. | Position         | Arrivée                                              |
| ----- | --------------------- | ---- | ---------------- | ---------------------------------------------------- |
| +002, | Becca King            |      | Attaquante       | 2017 - Thunder de Brampton (LCHF)                    |
| +003, | Jocelyne Larocque     |      | Défenseure       | 2013 - Alberta Honeybadgers (LCHF)                   |
| +007, | Laura Stacey          |      | Attaquante       | 2017 - Thunder de Brampton (LCHF)                    |
| +008, | Laura Fortino         |      | Défenseure       | 2013 - Big Red de Cornell (NCAA)                     |
| +009, | Kristen Richards – A  |      | Attaquante       | 2017 - Thunder de Brampton (LCHF)                    |
| +010, | Alexis Woloschuk      |      | Défenseure       | 2017 - HV71 (SDHL)                                   |
| +011, | Ailish Forfar         |      | Attaquante       | 2018 - Rams de l'université Ryerson (U Sports)       |
| +015, | Victoria Bach         |      | Attaquante       | 2018 - Terriers de Boston (NCAA)                     |
| +016, | Brooke Webster        |      | Attaquante       | 2018 - Vanke Rays (LCHF)                             |
| +017, | Nicole Brown          |      | Attaquante       | 2017 - Thunder de Brampton (LCHF)                    |
| +018, | Kelly Gribbons        |      | Attaquante       | 2018 - Gryphons de l'université de Guelph (U Sports) |
| +019, | Dania Simmonds – A    |      | Défenseure       | 2017 - Thunder de Brampton (LCHF)                    |
| +022, | Jess Jones            |      | Attaquante       | 2018 - Beauts de Buffalo (LNHF)                      |
| +023, | Gina Repaci           |      | Défenseure       | 2018 - Catamounts du Vermont (NCAA)                  |
| +024, | Kristen Barbara       |      | Défenseure       | 2017 - Thunder de Brampton (LCHF)                    |
| +025, | Taylor Woods          |      | Attaquante       | 2017 - Thunder de Brampton (LCHF)                    |
| +026, | Jamie Lee Rattray – A |      | Attaquante       | 2017 - Thunder de Brampton (LCHF)                    |
| +027, | Erica Howe            |      | Gardienne de but | 2017 - Thunder de Brampton (LCHF)                    |
| +037, | Liz Knox              |      | Gardienne de but | 2017 - Thunder de Brampton (LCHF)                    |
| +071, | Ella Matteucci        |      | Défenseure       | 2018 - Sans équipe                                   |
| +091, | Jenna McParland       |      | Attaquante       | 2017 - Thunder de Brampton (LCHF)                    |
| +093, | Nicole Kosta          |      | Attaquante       | 2017 - Whale du Connecticut (LNHF)                   |
| +094, | Megan Bozek           |      | Défenseure       | 2017 - Beauts de Buffalo (LNHF)                      |

#### Capitaines
- 2017- en cours: Jocelyne Larocque

#### Choix de premier tour
Ce tableau permet de présenter le premier choix de l'équipe lors du repêchage d'entrée de la LCHF qui a lieu chaque année depuis 2010.
| Année | Joueuse       | Choix       | Équipe junior             |
| ----- | ------------- | ----------- | ------------------------- |
| 2018  | Victoria Bach | 2e au total | Terriers de Boston (NCAA) |

### Dirigeants

#### Entraineurs-chefs
- 2017 - En cours :  Jim Jackson [6]

#### Directeurs généraux
| N° | Nom             | Engagement | Départ   | Remarques                                  |
| -- | --------------- | ---------- | -------- | ------------------------------------------ |
| 1  | Chelsea Purcell | 2017       | En cours | Remporte la 1re coupe Clarkson de l'équipe |